# Karel Soucek
Pour les articles homonymes, voir Soucek.
 (décembre 2023).
La mise en forme du texte ne suit pas les recommandations de Wikipédia : il faut le « wikifier ».
Les points d'amélioration suivants sont les cas les plus fréquents. Le détail des points à revoir est peut-être précisé sur la page de discussion.
- Les titres sont pré-formatés par le logiciel. Ils ne sont ni en capitales, ni en gras.
- Le texte ne doit pas être écrit en capitales (les noms de famille non plus), ni en gras, ni en italique, ni en « petit »…
- Le gras n'est utilisé que pour surligner le titre de l'article dans l'introduction, une seule fois.
- L'italique est rarement utilisé : mots en langue étrangère, titres d'œuvres, noms de bateaux, etc.
- Les citations ne sont pas en italique mais en corps de texte normal. Elles sont entourées par des guillemets français : « et ».
- Les listes à puces sont à éviter, des paragraphes rédigés étant largement préférés. Les tableaux sont à réserver à la présentation de données structurées (résultats, etc.).
- Les appels de note de bas de page (petits chiffres en exposant, introduits par l'outil «  Source ») sont à placer entre la fin de phrase et le point final[comme ça].
- Les liens internes (vers d'autres articles de Wikipédia) sont à choisir avec parcimonie. Créez des liens vers des articles approfondissant le sujet. Les termes génériques sans rapport avec le sujet sont à éviter, ainsi que les répétitions de liens vers un même terme.
- Les liens externes sont à placer uniquement dans une section « Liens externes », à la fin de l'article. Ces liens sont à choisir avec parcimonie suivant les règles définies. Si un lien sert de source à l'article, son insertion dans le texte est à faire par les notes de bas de page.
- La présentation des références doit suivre les conventions bibliographiques. Il est recommandé d'utiliser les modèles {{Ouvrage}}, {{Chapitre}}, {{Article}}, {{Lien web}} et/ou {{Bibliographie}}. Le mode d'édition visuel peut mettre en forme automatiquement les références.
- Insérer une infobox (cadre d'informations à droite) n'est pas obligatoire pour parachever la mise en page.

Pour une aide détaillée, merci de consulter Aide:Wikification.
Si vous pensez que ces points ont été résolus, vous pouvez retirer ce bandeau et améliorer la mise en forme d'un autre article.

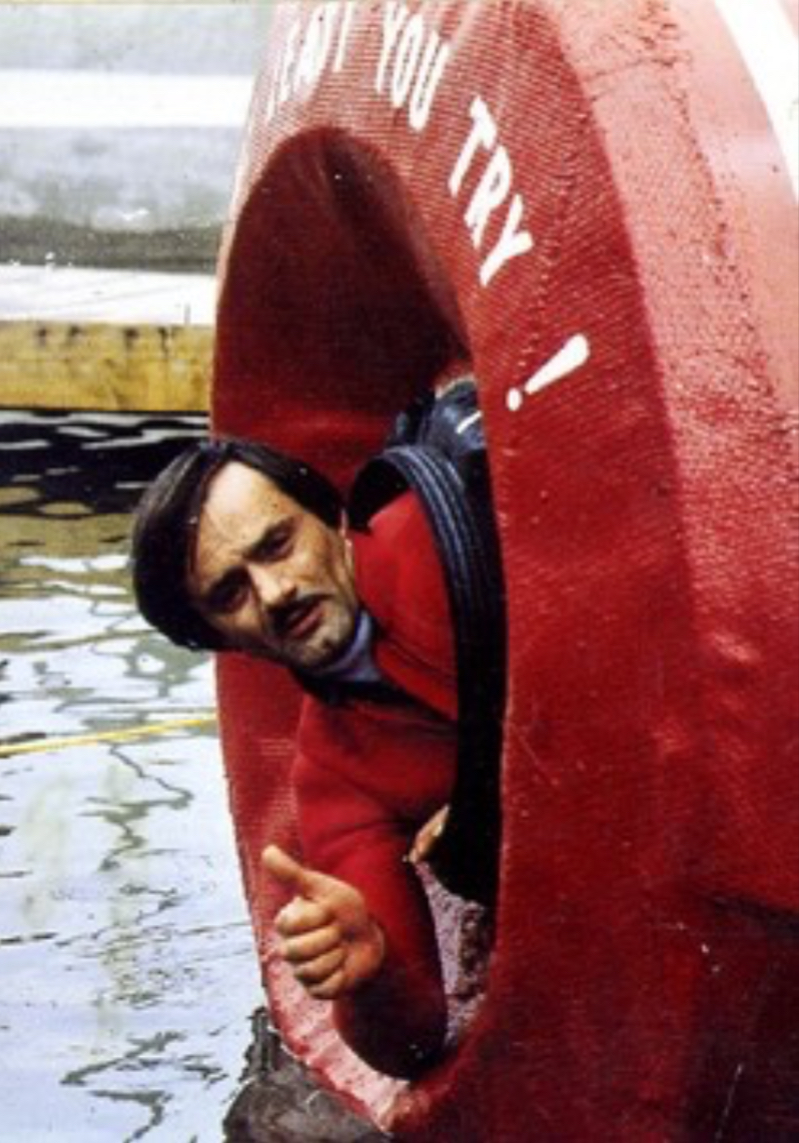
Soucek dans le tonneau dans lequel il a chuté des chutes du Niagara.

Karel Soucek (né Karel Souček le 19 avril 1947 et mort le 20 janvier 1985) était un cascadeur professionnel tchèque vivant au Canada qui a sauté des  chutes du Niagara dans un tonneau en 1984. Il vivait à Hamilton, en Ontario.
Soucek s'est préparé pour sa chute des chutes du Niagara en 1984 en étudiant les tentatives précédentes, en envoyant des barils vides au-dessus des chutes pour tester les courants et en laissant tomber son baril de l'escarpement du Niagara à Hamilton pour tester son absorption des chocs. Le baril sur mesure de Soucek mesurait 2,7 m de long et 1,5 m de diamètre. Il était rouge vif et portait les mots « Le dernier des casse-cou du Niagara - 1984 » et « Ce n'est pas si vous échouez ou triomphez, c'est que vous tenez parole... et au moins essayez ! »  Le 2 juillet 1984, le baril a été roulé dans la rivière Niagara 1000 pieds (300m)  en amont de la cataracte des chutes du Niagara avec Soucek à l'intérieur. En quelques secondes, le baril a été emporté au-dessus du bord du gouffre. Peu de temps après, Soucek est ressorti de son tonneau en sang, mais sain et sauf,.
Soucek a été condamné à une amende de 500 $ pour avoir réalisé cette cascade sans permis. Il avait également dépensé 15 000 $ en matériel et en main d'œuvre et 30 000 $ pour filmer la cascade, mais il a rapidement récupéré tous ses coûts grâce aux ventes et aux interviews. Ayant goûté au succès, Soucek a décidé de construire un musée à Niagara Falls, en Ontario, pour exposer le baril avait lequel il avait réalisé sa cascade. Il a convaincu une entreprise de financer une chute de 180 pieds, en baril depuis le haut de l'Astrodome de Houston jusque dans un réservoir d'eau.
Le 19 janvier 1985, alors que Soucek était enfermé dans son baril, à 180 pieds au-dessus du sol de l'Astrodome, le baril fut relâché prématurément et commença à tourner en tombant vers le sol. Au lieu d’atterrir au centre du réservoir d’eau, le tonneau a heurté le bord. Des coussinets en mousse qui avaient été placés au fond du réservoir pour amortir la chute de Soucek avaient flotté à la surface avant que le tonneau ne soit largué. Soucek, grièvement blessé, était encore en vie lorsqu'il a été sorti du baril, mais il est décédé alors que le spectacle de cascades de l'Astrodome se poursuivait. Le cascadeur Evel Knievel avait tenté de persuader Soucek de ne pas réaliser le coup, le qualifiant de "le plus dangereux que j'ai jamais vu".
Soucek est enterré au cimetière Drummond Hill à Niagara Falls, Ontario, Canada.

## Voir également
- Au-dessus des chutes dans un tonneau
- Liste des inventeurs tués par leur propre invention